# Haselbach
Haselbach es un municipio situado en el distrito de Altenburger Land, en el estado federado de Turingia (Alemania), a una altitud de 150 metros. Su población a finales de 2016 era de unos 800 habitantes y su densidad poblacional, 290 hab/km².
Se encuentra junto a la frontera con el estado de Sajonia. Dentro del distrito, el municipio está asociado a la mancomunidad (Verwaltungsgemeinschaft) de Pleißenaue, cuya capital es Treben.
Se conoce su existencia desde 1282 y es una localidad de origen sorbio. La localidad se desarrolló como un pueblo lacustre junto al lago Haselbacher See, en torno al cual se construyeron en 1521 un conjunto de dieciséis estanques para usarlos como piscifactoría. Antes de la unificación de Turingia en 1920, pertenecía al ducado de Sajonia-Altemburgo.